# کلیسای ارتدکس توحیدی اتیوپی
کلیسای ارتودوکس توحیدی اتیوپی، یکی از کلیساهای ارتودوکس مشرقی در کشور اتیوپی است که بخشی از کلیسای ارتودوکس قبطی تا سال ۱۹۵۹ بوده‌است. 
یکی از معدود کلیساهای مسیحی پیش‌مستعمراتی از آفریقای سیاه بوده‌است که نزدیک به ۴۰ میلیون نفر از مردم (بیش‌تر از کشور اتیوپی) را به عضویت دارد و بنابراین بزرگ‌ترین کلیسای ارتودوکس در شرق به شمار می‌رود.